# Bernard Courtois
Bernard Courtois, född 8 februari 1777, död 27 december 1838, var en fransk kemist.
Courtois upptäckte grundämnet jod. Han var också den förste att 1802 isolera morfin, men resultatet publicerades inte förrän 1816, och Friedrich Sertürner kom därför att tillskrivas upptäckten.